# Ebon Moss-Bachrach
Ebon Moss-Bachrach (/ˈɛbɪn mɑːs ˈbækəræk/, sinh ngày 19 tháng 3 năm 1977) là nam diễn viên người Mỹ. Anh nổi tiếng với vai quản lý nhà hàng Richie Jerimovich trong phim hài The Bear (2022–nay), qua đó giành được hai giải Primetime Emmy ở hạng mục "Nam diễn viên phụ xuất sắc trong phim hài" và hai đề cử giải Quả cầu vàng.
Moss-Bachrach cũng tham gia các phim truyền hình như Girls (2014–2017) và NOS4A2 (2019–2020), mùa một của Star Wars: Andor (2022). Trong Vũ trụ Điện ảnh Marvel, anh đóng các vai David "Micro" Lieberman trong mùa đầu tiên của The Punisher (2017) và Thing trong The Fantastic Four: First Steps (2025).

## Đời tư
Ebon Moss-Bachrach sinh ngày 19 tháng 3 năm 1977 tại thành phố New York, mẹ là Renee Moss còn cha là Eric Bachrach, hiệu trưởng một trường âm nhạc ở Springfield, Massachusetts. Cha anh sinh tại Đức trong một gia đình gốc Mỹ - Do Thái.
Moss-Bachrach học Trung học Amherst (Amherst Regional High School) ở Massachusetts. Năm 1999 anh tốt nghiệp Đại học Columbia với bằng Cử nhân tiếng Anh. Ban đầu anh vốn theo học các ngành lịch sử Mỹ và âm nhạc.